# Municipio de Sioux (condado de Monona)
El municipio de Sioux (en inglés: Sioux Township) es un municipio ubicado en el condado de Monona en el estado estadounidense de Iowa. En el año 2010 tenía una población de 68 habitantes y una densidad poblacional de 0,73 personas por km².

## Geografía
El municipio de Sioux se encuentra ubicado en las coordenadas 41°54′16″N 95°57′43″O / 41.90444, -95.96194. Según la Oficina del Censo de los Estados Unidos, el municipio tiene una superficie total de 93.1 km², de la cual 92,92 km² corresponden a tierra firme y (0,19 %) 0,18 km² es agua.

## Demografía
Según el censo de 2010, había 68 personas residiendo en el municipio de Sioux. La densidad de población era de 0,73 hab./km². De los 68 habitantes, el municipio de Sioux estaba compuesto por el 100 % blancos. Del total de la población el 0 % eran hispanos o latinos de cualquier raza.